# Rullningslager

Kullager är en form av rullningslager

Rullningslager är ett samlingsbegrepp för lager baserade på rullningsprincipen såsom kullager och rullager. Detta står i motsats till glidlager, där de roterande delarna glider mot varandra.
Några av de största tillverkarna är FAG, SKF, INA, NSK, NTN, Timken.  Rullningslager finns i två grundtyper, de som huvudsakligen tar upp kraften radiellt och de som arbetar axiellt. Flera lagertyper kan även ta kombinerade belastningar.

## Betydelse
Kul- och rullagren är en av de stora uppfinningar som lade grunden till den snabba industriella utvecklingen under 1900-talet och ingår idag i snart sagt alla typer av maskiner med roterande axlar där man har krav på höga lagerbelastningar, små friktionsförluster, små inbyggnadsdimensioner och lågt underhåll.
För att illustrera de extrema krav på ytfinhet som gäller vid tillverkning av moderna kullager, med avvikelser under 0,01 µm (1 µm = 0,000001 meter), kan man som jämförelse använda jordklotet. Om jordklotet (med en diameter på cirka 12756 km) motsvarar en kullagerkula med en diameter på 10 mm så motsvarar kravet på ytfinheten 0,01 µm en kulle på jordklotet med en höjd på maximalt cirka 13 m.
Dimensioner, tolerans och precision hos kullager definieras enligt standarder såsom ABEC (USA), ISO (internationellt), DIN (Tyskland) och JIS (Japan).

## Material
Rullningslager kan tillverkas av en mängd olika material, såväl metalliska, keramiska som polymera. De vanligast förekommande lagren tillverkas av "kullagerstål", ett stål som innehåller ca  1 % kol och 1,5 % krom. Stålet härdas i en värmeprocess till en hårdhet 58-65 HRC. SKF Grade 3 är ett handelsnamn för en av de vanligaste legeringarna.
Lager kan tillverkas av keramiska material, vilket ger lägre vikt och högre styvhet, men på grund av dramatiskt högre pris är helt keramiska lager mycket ovanliga. Däremot förekommer ofta hybridlager (kulor av keramiskt material och ringarna av stål) i  högprecisionslager till verktygsmaskiner eller i stora elmotorer.
En ytterligare fördel med hybridlager är att kulorna eller rullarna inte är elektriskt ledande. Det minskar risken för strömgenomgång genom lagret, något som drastiskt minskar livslängden på både smörjmedel och lager.
Lager av polymera material är  resistenta mot korrosion och många aggressiva kemikalier och används därför ofta i exempelvis livsmedelstillverkning. Eftersom polymera material har mycket lägre lastkapacitet än lager av metall används de vanligtvis i mycket lågt belastade inbyggnader.